# Jassim Al Tamimi
Jassim Youssef Al Tamimi (14 febbraio 1971) è un ex calciatore qatariota, di ruolo centrocampista.

## Carriera

### Club
Ha sempre giocato nel campionato qatariota.

### Nazionale
Con la maglia della nazionale ha partecipato alla Coppa d'Asia nel 2000 e nel 2004.